# Stygal
Das Stygal ist in der Geologie der von Grundwasser durchströmte Hohlraum in den Gesteinen im Untergrund unterhalb der Böden. Speziell sind dies der Kornzwischenraum poröser und permeabler Lockersedimente und Festgesteine, insbesondere von Sanden und Sandsteinen sowie Kiesen und Schottern bzw. Konglomeraten, und der Kluftraum dichter Festgesteine wie Tonstein/-schiefer oder Granit (siehe auch Grundwasserleiter). In der Ökologie bezeichnet Stygal den entsprechenden Lebensraum im Grundwasser. Die Bezeichnung leitet sich von der Styx (altgriechisch Στύξ, Wortstamm Styg-), dem Fluss der Unterwelt in der griechischen Mythologie, ab. Im Übergangsbereich zu den Oberflächengewässern schließt sich unter und neben Fließgewässern das Hyporheal und in Quellgebieten das Krenal an das Stygal an.
Die Lebensgemeinschaft des Stygal heißt Stygon. Die hier anzutreffenden Organismen nennt man Stygobionta, wenn sie ausschließlich im Grundwasser leben, Stygophile, wenn sie vorwiegend im Grundwasser leben, und Stygoxene, wenn sie nur selten im Grundwasser vorkommen. Bei den Stygobionta kann weiter unterschieden werden in Grundwassermikroben und Grundwassertiere (Stygofauna). Die Individuen- und Artenanzahl geht mit zunehmender Tiefe und abnehmender Sauerstoffsättigung zurück, jedoch sind Stygobionta in mehr als 2000 m Tiefe nachgewiesen. Geographisch und/oder geologisch bedingte Unterschiede in der spezifischen Zusammensetzung des Stygons oder von Teilen desselben können durch Kartierungen erfasst und durch Aufstellung entsprechender Stygoregionen kategorisiert werden.